# Pànic (pel·lícula de 2015)
Pànic (originalment en anglès, Goosebumps) és una pel·lícula de comèdia de terror estatunidenca del 2015 dirigida per Rob Letterman i escrita per Darren Lemke. Basat en la col·lecció homònima de llibres de terror infantil d'R. L. Stine, és protagonitzada per Jack Black com una versió de ficció de Stine que s'uneix amb la seva filla adolescent (Odeya Rush), i el seu veí (Dylan Minnette) per salvar la seva ciutat natal després que tots els monstres de la franquícia Pànic s'escapessin de les seves obres, tot causant estralls al món real. Amy Ryan, Ryan Lee i Jillian Bell apareixen en papers secundaris.
El desenvolupament d'una adaptació cinematogràfica de Pànic va començar el 1998, amb Tim Burton adjunt a la direcció. Després de no trobar un guió per determinar quin llibre adaptar, el projecte es va aturar. A principis de 2008, Columbia Pictures va adquirir els drets per crear una pel·lícula basada en la col·lecció Pànic i el projecte va tornar a desenvolupar-se. El rodatge principal va durar d'abril a juliol de 2014 a Candler Park (Atlanta).
Pànic es va estrenar als cinemes dels Estats Units el 16 d'octubre de 2015 de la mà de Columbia Pictures. El 2016 es va estrenar la versió doblada al català a les sales de cinema. La pel·lícula va ser un èxit comercial i va obtenir comentaris generalment positius per part de la crítica, amb elogis pel seu humor i moltes referències a la franquícia Pànic, i va recaptar 158 milions de dòlars per un pressupost de 84 milions.
Una seqüela independent, Goosebumps 2: Haunted Halloween, es va estrenar el 12 d'octubre de 2018, però només Black tornava a interpretar un paper secundari no acreditat.